# مراقبة الصحة البنيوية
تُشير مراقبة الصحة البنيوية إلى عملية اكتشاف الضرر والاستراتيجية التشخيصية للبنى الهندسية. يُعرّف الضرر هنا بأنه التغير في المادة و/أو الخصائص الجيومترية لنظام بنيوي، بما في ذلك التغيرات في الظروف الحدية واتصالية النظام التي تؤثر سلبًا على أدائه. تتضمن عملية مراقبة الصحة البنيوية رصد النظام على مدار الوقت باستخدام قياسات دورية بسيطة للاستجابة عن طريق مصفوفة الحساسات (غالبًا باستخدام مقياس التسارع بالقصور الذاتي) واستخراج الخصائص الحساسة للضرر من تلك القياسات والتحصيل الإحصائي لها لتحديد الحالة الراهنة لصحة النظام. بالنسبة لعملية مراقبة الصحة البنيوية طويلة الأمد، فإن مخرجات هذه العملية هي عبارة عن معلومات مُحدثة دوريًا متعلقة بقدرة البينة على تأدية الوظيفة المُعدّة لها في ضوء التقادم المحتوم والتراجع الناتج عن البيئة العملياتية. بعد الكوارث، مثل الزلازل أو التفجيرات الضخمة، تُستخدم عملية مراقبة الصحة البنيوية لتقييم الظروف السريع وتسعى، في وقت قريب من الوقت الحقيقي، لتوفير معلومات موثوقة عن استقامة البنية. يلعب فحص البنية التحتية، مثل شبكة الطرق والجسور، دورًا هامًا في السلامة العامة في ما يتعلق بكل من تراكم الضرر طويل الأمد وسيناريوهات ما بعد الكوارث. بصفتها جزءًا من التطويرات السريعة في التقنيات المُقادة بالبيانات التي تحوّل عدة حقول من الهندسة والعلم، تُعد تقنيات الرؤية الحاسوبية وتعلم الآلة قادرةً بشكل متزايد على تقييم الأنماط وتحديدها بشكل موثوق في بيانات صورية، والتي تمتلك تطبيقات واضحة في سياقات الفحص.

## مقدمة
استُخدمت الطرق النوعية وغير المتواصلة لتقييم البنى لقابليتها على إنجاز الغرض المرجو منها. استخدم عمال السكك الحديدية (بالتحديد عمال التأكد من سلامة العجلات)، منذ بداية القرن التاسع عشر، صوت المطرقة عند ضربها بعجلات القطار لتقييم ما إذا كان الضرر في العجلات حديثًا. في الآلات الدوارة، استُخدمت مراقبة الاهتزاز لعقود بصفتها تقنية تقييم أداء الآلات. في حقل مراقبة الصحة البنيوية، هناك تقنيتان هما: التقنيات المعتمدة على انتشار الأمواج، والتي طورها راجهافين وسينسيك، والتقنيات المعتمدة على الاهتزاز. يمكن تقسيم مطبوعات الاهتزاز القائمة على مراقبة الصحة البنيوية إلى وجهين؛ الأول، تُقدَّم النماذج للضرر لتحديد الخصائص الديناميكية وتُعرف أيضًا بالمشكلة المباشرة، على سبيل المثال الإطار الموحد، والثاني، تُستخدم الخصائص الديناميكية لتحديد خصائص الضرر وتُعرف أيضًا بالمشكلة المعكوسة. ظهرت تقنيات مراقبة الصحة البنيوية في السنين العشرة والخمسة عشر الأخيرة بإنشاء حقل جديد مثير داخل فروع مختلفة من الهندسة. أُسّست مؤتمرات أكاديمية ومجلات علمية خلال هذه الفترة ركزت بشكل خاص على مراقبة الصحة البنيوية، وأصبحت هذه التقنيات شائعة بكل متصاعد.

## التعرف إلى النمط الإحصائي
يمكن تعيين مشكلة مراقبة الصحة البنيوية من خلال نموذج التعرف إلى النمط الإحصائي. يمكن تقسيم هذا النموذج إلى أربع أقسام:
1. التقييم العملياتي.
2. الحصول على البيانات وتطهيرها.
3. استخراج الخاصية وضغط البيانات.
4. تطوير النموذج الإحصائي لتمييز الخاصية.

عند محاولة تطبيق هذا النموذج على البيانات من بنى العالم الحقيقي، سرعان ما يصبح من الواضح القدرة على تطهير البيانات وضغطها وتطبيعها ودمجها من أجل التباين البيئي والعملياتي، وهي قضية تنفيذ أساسية عند عنونة القسمين 2-4 من النموذج. يمكن تنفيذ العمليات من خلال البرمجيات والعتاد وتُستخدم، بشكل عام، توليفة من النهجين.
تقدير الصحة للبنى الهندسية للجسور والأبنية والبنى التحتية الأخرى
يشيع تسمية مراقبة الصحة البنيوية بتمييز الصحة البنيوية. يُطبق هذا المفهوم بشكل واسع على أشكال عدة من البنى التحتية، خصوصًا أن عدة دول في جميع أنحاء العالم تدخل مرحلة أعظم من بناء البنى التحتية التي تتراوح من الجسور إلى ناطحات السحاب. عندما يُهتم بالضرر الذي يلحق بالبنى التحتية من المهم عندها أن ملاحظة أن هناك مراحل لتزايد الصعوبة التي تتطلب المعرفة بالمراحل السابقة والتي تُسمى:
1. التقاط وجود الضرر في البنية.
2. تحديد الضرر.
3. التعرف إلى أنواع الضرر.
4. قياس خطورة الضرر.

من الضروري استخدام معالجة الإشارة والتصنيف الإحصائي لتحويل بيانات الحساس عن الحالة الصحية للبنية التحتية إلى معلومات عن الضرر لإجراء تقييم.

## التقييم العملياتي
يحاول التقييم العملياتي الإجابة عن أربع أسئلة تخص تطبيق القدرة على التعرف على الضرر:
1. ما هو مبدأ السلامة و/أو المبرر الاقتصادي لإجراء مراقبة الصحة البنيوية؟
2. كيف يُحدد الضرر الذي يلحق بالنظام المدروس، وبالنسبة لعدة أضرار تلحق بالنظام، أي الحالات هي التي يجب إيلائها الاهتمام الأكبر؟
3. ما هي الشروط، البيئية والعملياتية، التي يخضع عندها النظام للمراقبة؟
4. ما هي حدود كسب البيانات في البيئة العملياتية؟

يبدأ التقييم العملياتي بوضع الحدود عما سيُراقب وكيف ستجري عملية المراقبة. يبدأ التقييم العملياتي بوضع مواصفات عملية التعرف على الضرر للخصائص التي تُعتبر غير فريدة للنظام المُراقب ومحاولة أخذ الإيجابيات للخصائص الفريدة للضرر الذي يُلتقط.

### الحصول على البيانات والتطبيع والتطهير
يتضمن قسم الحصول على البيانات في عملية مراقبة الصحة البنيوية طرق الاختيار والتنبيه وأنواع الحساس والأرقام والمواقع وعتاد الحصول/التخزين/الإحالة للبيانات، وهذه العملية سيكون لها تطبيق محدد. ستلعب الاعتبارات الاقتصادية دورًا أساسيًا في صنع هذه القرارات. الفواصل التي يجب عندها جمع البيانات هي أمر مهم يجب أخذه بعين الاعتبار.
ولأن البيانات يمكن قياسها في طروف مختلفة، تُصبح القدرة على تطبيع البيانات مهمةً جدًا في عملية تحديد الضرر. عند تطبيقها على عملية مراقبة الصحة البنيوية، يُعرّف تطبيع البيانات بأنه عملية فصل التغيرات في قراءة الحساس التي يسببها الضرر عن تلك التي تسببها ظروف بيئية وعملياتية مختلفة. إحدى أكثر الإجراءات شيوعًا هو تطبيع الاستجابات المُقاسة من خلال المدخلات المُقاسة. عندما يصبح التباين البيئي والعملياتي مشكلةً ترتفع الحاجة إلى تطبيع البيانات بطريقة مؤقتة لتسهيل المقارنة للبيانات المقاسة في أوقات متشابهة في دورة بيئية أو عملياتية. يجب أن تُحدد مصادر التباين في الحصول على البيانات عندما يكون النظام مُراقبًا وتُقلل إلى الحد المطلوب. بشكل عام، لا يمكن إقصاء كل المصادر، ولهذا من الضروري إجراء القياسات المناسبة، وعندها يمكن تحديد تلك المصادر بشكل إحصائي. يمكن أن ينشأ التباين من تغير الظروف البيئية والاختبارية والتغيرات في عملية الحد من البيانات، وعدم تناسق «وحدة إلى وحدة».
تطهير البيانات هو عملية اختيار البيانات بشكل انتقالي لتمريرها أو رفضها من عملية اختيار الميزة. تعتمد عملية تطهير البيانات عادة على المعرفة المكتسبة من قبل الأفراد المشاركين مباشرة في الحصول على البيانات. على سبيل المثال، قد يكشف فحص إعداد الاختبار أن هناك حساس رُكب بشكل خاطئ، وبالتالي بناءً على تقدير الأفراد الذين يجرون القياس، قد تُحذف هذه المجموعة من البيانات أو البيانات  القادمة من ذلك الحساس المحدد بشكل انتقائي من عملية اختيار الميزة. يمكن أيضًا اعتبار تقنيات معالجة الإشارة مثل التصفية وإعادة أخذ العينات بصفتها إجراءات لتنطهير البيانات.
أخيرًا، لا ينبغي أن يكون الحصول على البيانات وتطبيعها وتطهيرها جزءًا ثابتًا من عملية مراقبة الصحة البنيوية. توفر الفكرة المكتسبة من عملية اختيار الميزة وعملية تطوير النموذج الإحصائي معلومات بشأن التغييرات التي يمكن أن تحسن عملية الحصول على البيانات.